# Sfär
För andra betydelser, se Sfär (olika betydelser).

En 2-dimensionell projektion av en sfär

En sfär är en klotformad kropps yta. Alla punkter på en sfär befinner sig på samma avstånd till sfärens medelpunkt (centrum) – detta avstånd kallas radie och betecknas r.
Sfärens area är
{\displaystyle A=4\pi \cdot r^{2}}
och det tillhörande klotets volym är
{\displaystyle V={\frac {4\pi r^{3}}{3}}}
För den som vill lära sig formlerna utantill kan det underlätta att lägga på minnet att uttrycket för arean är volymuttryckets derivata med avseende på r.
Sfären är den minsta yta som kan omsluta en given volym. I naturen är exempelvis luftbubblor och vattendroppar (frånsett gravitation eller annan påverkan) klotformiga eftersom ytspänningen strävar efter att minimera ytan.
En sfär eller ett klot som omsluts av en cylinder har en volym som är 2/3 av cylinderns volym, vilket (tillsammans med formlerna för sfärens yta och volym) redan Arkimedes kände till.
{\displaystyle V={\frac {2}{3}}\cdot Bh={\frac {2}{3}}\cdot \pi r^{2}\cdot 2r={\frac {4\pi r^{3}}{3}}}

## Terminologi
Givet en punkt på en sfär, så kallas den punkt som ligger mittemot denna punkt på en rät linje genom centrum, för dess antipod. En cirkel som ligger på en sfär med samma radie och mittpunkt som sfären kallas en storcirkel. Varje storcirkel delar sfären i två halvklot, eller hemisfärer för himlakroppars halvor.
I likhet med jordytan betecknas ibland en speciell punkt på sfären för nordpol. Dess antipod kallas då sydpol, och storcirkeln mitt emellan kallas ekvator.

## Analytisk geometri
Inom analytisk geometri beskrivs en sfärisk yta med radien r och centrum i punkten (x0, y0, z0), som alla punkter (x, y, z) i R3 sådana att
{\displaystyle \ (x-x_{0})^{2}+(y-y_{0})^{2}+(z-z_{0})^{2}=r^{2}}
Alternativt kan sfären beskrivas genom en differentialekvation:
{\displaystyle x\,dx+y\,dy+z\,dz=0}

### Hypersfärer
En sfär kan definieras för alla dimensioner. En sfär i Rn kan beskrivas med ekvationenerna
{\displaystyle \sum _{i=1}^{n}x_{i}^{2}=r^{2}{\mbox{ eller }}\sum _{i=1}^{n}x_{i}\,dx_{i}=0}
där {\displaystyle (x_{1}\ldots x_{n})} är koordinaterna för Rn. Man talar om "n-dimensionell hypersfär", eller "n-hypersfär".
I synnerhet är då en sfär i ett 1-dimensionellt rum ett par punkter (r, -r), medan en sfär i ett 2-dimensionellt rum är en cirkel. Inom kosmologin är ett vanligt angreppssätt att betrakta universum som en 4-dimensionell hypersfär med tiden som radie och rummet som dess tredimensionella yta. På engelska kallas en sådan kropp ibland för glome, men 3-sphere är det vanligaste uttrycket.
Det visar sig att ytan av en sfär av radie r i ett n-dimensionellt euklidiskt rum (denna sfär kallas en (n-1)-dimensionell hypersfär) ges av formeln
{\displaystyle 2{\frac {\pi ^{n/2}}{\Gamma (n/2)}}r^{n}}
där Γ är Eulers gammafunktion.